# Rörtjärnen (Järna socken, Dalarna, 671967-141402)
Rörtjärnen är en sjö i Vansbro kommun i Dalarna och ingår i Dalälvens huvudavrinningsområde.